# Fumiyo Yoshida
Fumiyo Yoshida (jap. 吉田 文代, Yoshida Fumiyo; * 25. April 1981 in Tako) ist eine ehemalige japanische Leichtathletin, die sich auf den Dreisprung spezialisiert hat.

## Sportliche Laufbahn
Erste internationale Erfahrungen sammelte Fumiyo Yoshida vermutlich im Jahr 1997, als sie bei den Ostasienspielen in Busan mit einer Weite von 13,20 m den sechsten Platz im Dreisprung belegte. 2002 gelangte sie bei den Asienmeisterschaften in Colombo mit 12,66 m auf den fünften Platz und im Jahr darauf klassierte sie sich bei den Asienmeisterschaften in Manila mit 13,09 m auf dem siebten Platz im Dreisprung und wurde mit 5,68 m Zehnte im Weitsprung. 2005 belegte sie bei den Asienmeisterschaften in Incheon mit 13,20 m den sechsten Platz und 2007 gelangte sie bei den Asienmeisterschaften in Amman mit 13,31 m auf Rang vier. Daraufhin startete sie im Dreisprung bei den Weltmeisterschaften in Osaka und schied dort mit 12,62 m in der Qualifikationsrunde aus. 2009 wurde sie bei den Asienmeisterschaften in Guangzhou mit 12,73 m Siebte und sie setzte ihre Karriere bis 2016 fort und beendete dann ihre aktive sportliche Laufbahn im Alter von 35 Jahren.
In den Jahren 2003, von 2005 bis 2010 sowie 2012 und 2013 wurde Yoshida japanische Meisterin im Dreisprung.

## Persönliche Bestleistungen
- Weitsprung: 6,01 m (+0,6 m/s), 26. Oktober 2005 in Okayama
- Dreisprung: 13,50 m (+0,4 m/s), 6. Juni 2003 in Yokohama
  - Dreisprung (Halle): 13,03 m, 22. Februar 2003 in Yokohama